# ブルーズ・クルーズ&YOU
ブルーズ・クルーズ&YOU (Blue's Clues & You!)とはニコロデオンのテレビ番組、1996年に放送されていた大人気番組『ブルーズ・クルーズ』のリブート版である。アメリカ合衆国では2019年11月11日から放送されており、日本では2021年10月5日よりNetflixで日本語吹き替え版が配信開始（声優は不明）。Amazonプライムビデオでも配信されている。

## 概要
オリジナル版ブルーズ・クルーズと同様、本作はアニメの世界に実写世界の人間が司会者として登場する子供向けの教育番組。スタイルはオリジナル版に再現されており、アニメキャラクターはデジタルで表現されている。

## キャラクター
ジョシュ
演 - ジョシュ・デラ・クルス
本作の司会者、シリーズとしては3代目。スティーブとジョーのいとこ。
ブルー
声 - トレイシー・ペイジ・ジョンソン (原語流用)
イメージキャラクターの子犬、肌色は青。
マゼンタ
声 - ダイアン・サレマ (原語流用)
ブルーの友達の子犬、肌色はマゼンタ。
スティーブ
演 - スティーブ・バーンズ
ブルーズ・クルーズの初代司会者、ジョシュのいとこ。
ジョー
演 - ドノ・ヴァン・パットン
ブルーズ・クルーズの2代目司会者、ジョシュの2人もいとこ。
ミスターソルト
声 - ?、横田大輔（日本語吹き替え版）

## エピソードリスト
| 話数   | 話数 (Netflix) | 話数 (Amazon Prime) | 邦題タイトル                   | 原題タイトル                           | 放送日         |
| ------ | -------------- | ------------------- | ------------------------------ | -------------------------------------- | -------------- |
| 第1話  | 第1話          | 第1話               | はじめましてぼくジョシュ！     | Meet Josh!                             | 2019年11月11日 |
| 第11話 | 第11話         | 第2話               | ブルーのお誕生日               | Happy Birthday Blue                    | 2020年2月7日   |
| 第2話  | 第2話          | 第3話               | マゼンタが遊びにくるよ！       | Playdate with Magenta                  | 2019年11月12日 |
| 第3話  | 第3話          | 第4話               | ブルーのビッグニュース         | Big News with Blue                     | 2019年11月13日 |
| 第4話  | 第4話          | 第5話               | 英語の本を読んでみよう         | ABC's with Blue                        | 2019年11月14日 |
| 第5話  | 第5話          | 第6話               | ブルーと数えてみよう           | 123's with Blue                        | 2019年11月18日 |
| 第6話  | 第6話          | 第7話               | ブルーの悲しい日               | Sad Day with Blue                      | 2019年11月19日 |
| 第7話  | 第7話          | 第8話               | ブルーをわらわせよう           | Laugh with Blue                        | 2019年11月20日 |
| 第8話  | 第8話          | 第9話               | ブルーと歌おう                 | Song Time with Blue                    | 2019年11月21日 |
| 第10話 | 第10話         | 第10話              | 大きくなったね                 | Growing with Blue                      | 2020年1月10日  |
| 第9話  | 第9話          | 第11話              | マゼンタのメガネ               | Getting Glasses with Magenta           | 2019年12月13日 |
| 第14話 | 第14話         | 第12話              | ブルーの実験                   | Science with Blue                      | 2020年5月5日   |
| 第12話 | 第12話         | 第13話              | 読み聞かせの時間               | Story Time with Blue                   | 2020年3月6日   |
| 第20話 | 第20話         | 第14話              | 元気になろう                   | Getting Healthy with Blue              | 2022年11月10日 |
| 第17話 | 第17話         | 第15話              | ブルーズ・クルーズ・コンサート | Blustock Blue's Sing-Along Spectacular | 2020年7月14日  |
| 第13話 | 第13話         | 第16話              | お助けレンジャーズ             | The Thinking Squad                     | 2020年4月3日   |
| 第15話 | 第15話         | 第17話              | 色を混ぜたら？                 | Colors Everywhere with Blue            | 2020年6月2日   |
| 第16話 | 第16話         | 第18話              | ブルーのお泊り会               | Pajama Party with Blue                 | 2020年6月16日  |
| 第21話 | 第18話         | 第19話              | 仮装パーティーをしよう         | Spooky Costume Party with Blue         | 2020年10月16日 |
| 第19話 | 第19話         | 第20話              | 感謝の気持ち                   | Thankful with Blue                     | 2020年11月6日  |

## アニメ映画
2021年7月12日、オリジナル版『ブルーズ・クルーズ』25周年記念特別企画として、本作のアニメ映画が制作されることが発表された。このアニメ、ジョシュお兄さんとブルーがブロードウェイ・ミュージカルのオーディションをすることになっている。本作の監督ではマット・スタウスキー、脚本ではアンジェラ・サントメロ、リズ・マッキーが担当。本作は2021年夏頃に制作を始めるとしている。

## 日本語版スタッフ
- 音楽演出 - 亀川浩末[4]
- 制作担当 - 亀川浩末、川畑深雪[4]
- レコーディング - 村田晋治（ミックス、サウンドエディットも担当）[4]